# Beckerina umbrimargo
Beckerina umbrimargo är en tvåvingeart som först beskrevs av Becker 1901.  Beckerina umbrimargo ingår i släktet Beckerina och familjen puckelflugor.
Artens utbredningsområde är Alaska. Arten är reproducerande i Sverige. Inga underarter finns listade i Catalogue of Life.